# Hucknall
Hucknall è una cittadina di 29 188 abitanti della contea del Nottinghamshire, in Inghilterra.